# Kuopio län
Kuopio län (finsk: Kuopion lääni) er et historisk len i Finland. Lenet eksisterede i tidsrummet 1831–1997 og havde Kuopio som administrationsæde. Oprindeligt omfattede lenet de nuværende Landskaber i Finland Norra Savolax og Norra Karelen. I 1960 blev Norra Karelens län (svarende til landskabet Norra Karelen) udskilt som eget len.
Efter fortsættelseskrigens afslutning i 1944 blev mindre områder langs lenets østgrænse afstået til Sovjetunionen. De kommuner, som blev berørt af denne afståelse, var Kitee, Tohmajärvi, Värtsilä og Ilomants.
I 1960 blev kommunerne Hankasalmi og Konnevesi overført til det nydannede Mellersta Finlands län (svarende til landskabet Mellersta Finland).
Efter reformen i 1997 blev Kuopio län og Norra Karelens län en del af det nye Östra Finlands län.
|  |  |  |  |  |

## Kommuner 1997
| - Idensalmi - Juankoski - Kaavi - Karttula - Keitele - Kiuruvesi | - Kuopio - Lapinlax - Leppävirta - Maninga - Nilsiä - Pielavesi | - Rautalampi - Rautavaara - Siilinjärvi - Sonkajärvi - Suonenjoki - Tervo | - Tuusniemi - Varkaus - Varpaisjärvi - Vehmersalmi - Vesanto - Vieremä |

### Tidigare kommuner
- Idensalmi landskommun
- Kuopio landskommun
- Muuruvesi
- Pielisensuu
- Pälkjärvi
- Riistavesi
- Säyneinen

## Landshövdingar
- Lars Sacklen 1831–1833
- Gustaf Adolf Ramsay 1833–1854
- Berndt Federley 1854–1855
- Sten Knut Johan Furuhjelm 1855–1862
- Samuel Henrik Antel 1862–1866
- Johan August von Essen 1866–1873
- Carl Gustaf Mortimer von Kraemer 1873–1884
- August Alexander Järnefelt 1884–1888
- Johan Fredrik Gustaf Aminoff 1888–1899
- Henrik Willehard Åkerman 1899–1900
- Edvard Gabriel Krogius 1900–1903
- Marttl Alexius Bergh 1903–1905
- Emil Wilhelm Stenius 1905–1911
- Werner Nikolaus Tawaststjerna 1911–1913
- Arthur Robert Gustaf Spåre 1913–1917
- Albert Alexander von Hellens 1917–1918
- Gustaf Ingnatius 1918–1940
- Pekka Ville Heikkinen 1940–1950
- Lauri Riikonen 1950–1960
- Erkki Olavi Mantere 1960–1966
- Risto Hölttä 1966–1978
- Kauko Hjerppe 1978–1993
- Olavi Martikainen 1993–1997